# Leptactina benguelensis
Leptactina benguelensis är en måreväxtart som först beskrevs av Friedrich Welwitsch, George Bentham och Joseph Dalton Hooker, och fick sitt nu gällande namn av Ronald D'Oyley Good. Leptactina benguelensis ingår i släktet Leptactina och familjen måreväxter.

## Underarter
Arten delas in i följande underarter:
- L. b. benguelensis
- L. b. pubescens